# Prisma de Porro

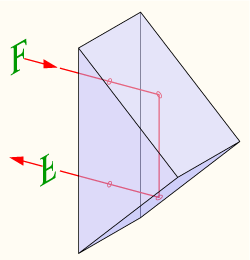
Prisma Porro.

Un prisma Porro es un prisma reflectivo usado en ciertos dispositivos ópticos para modificar la posición de la imagen. Se suelen usar en pares, formando un prisma Porro doble; una variante de este último es el prisma Porro-Abbe. 
Su nombre se debe a su inventor, el ingeniero y óptico italiano Ignazio Porro. El prisma Porro básico es una pieza de vidrio de base triangular isósceles con un ángulo a 90°. En el prisma doble se enfrentan dos prismas iguales rotados 90° de forma que uno recoja la imagen reflejada por el otro. La imagen se refleja en las facetas que forman el ángulo recto por un proceso de reflexión interna total saliendo por la faceta por la que entró y en la misma dirección pero desplazada e invertida en el plano definido por la altura del prisma. Estos prismas pueden truncarse por la arista a 90° para ahorrar peso y tamaño.

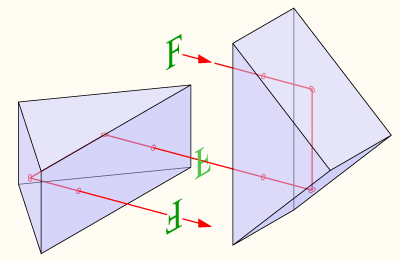
Prisma Porro doble.

En el prisma doble la imagen se invierte dos veces en ambos planos. Por este motivo se usan como sistema de corrección de imagen en prismáticos y otros instrumentos ópticos. Además al aumentarse la trayectoria que recorre la luz se incrementa la distancia focal, permitiendo reducir el tamaño de los instrumentos ópticos. Dado que la luz entra perpendicularmente en el prisma esta no se dispersa. Al invertirse un número par de veces la imagen no se invierte de izquierda a derecha. Las dos piezas se suelen pegar con pegamento óptico.

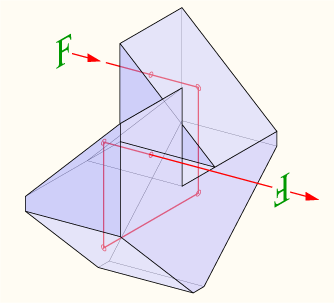
Prisma Porro-Abbe.

El prisma Porro-Abbe es una variante que recibe su nombre por el físico alemán Ernst Abbe. Es un prisma similar al prisma Porro doble, con la particularidad de que es de una sola pieza y las facetas de entrada y salida están en distinta posición, si bien la transformación de la imagen es la misma.
- Datos: Q1898382